# Ogólnopolski Górski Raid Samochodowy 1957
7. Ogólnopolski Górski Raid Samochodowy – 7. edycja Rajdu Wisły. Był to rajd samochodowy rozgrywany od 7 do 8 września 1957 roku. Była to czwarta runda Rajdowych Samochodowych Mistrzostw Polski w roku 1957. Zawodnicy byli klasyfikowani w poszczególnych klasach nie było prowadzonej klasyfikacji generalnej..

## Wyniki końcowe rajdu[1]

### Kategoria II klasa VII
| Miejsce | Kierowca             | Samochód    | Punkty |
| ------- | -------------------- | ----------- | ------ |
| 1       | Walerian Waryszewski | BMW 328     | 37,5   |
| 2       | Michał Nahorski      | Triumph TR2 | 51,0   |
| 3       | Czesław Murawski     | BMW 328     | 91,0   |
| 4       | Jan Sanecznik        | BMW 328     | 251,0  |

### Kategoria II klasa V
| Miejsce | Kierowca          | Samochód | Punkty |
| ------- | ----------------- | -------- | ------ |
| 1       | Kazimierz Osiński | Simca 8  | 3,0    |
| 2       | Zygmunt Filus     | Skoda    | 341,0  |

### Kategoria II klasa III
| Miejsce | Kierowca           | Samochód   | Punkty |
| ------- | ------------------ | ---------- | ------ |
| 1       | Marek Varisella    | DKW F8     | 3,5    |
| 2       | Stanisław Wierzba  | FSO Syrena | 114,5  |
| 3       | Marian Zatoń       | FSO Syrena | 123,0  |
| 4       | Marian Repeta      | FSO Syrena | 166,5  |
| 5       | Tadeusz Kalinowski | FSO Syrena | 235,5  |

### Kategoria I klasa IX
| Miejsce | Kierowca            | Samochód          | Punkty |
| ------- | ------------------- | ----------------- | ------ |
| 1       | Ksawery Frank       | Ford Custom       | 35,0   |
| 2       | Konstanty Krajewski | FSO Warszawa M 20 | 129,0  |
| 3       | Jerzy Lewandowski   | Plymouth          | 159,0  |

### Kategoria I klasa VIII
| Miejsce | Kierowca             | Samochód          | Punkty |
| ------- | -------------------- | ----------------- | ------ |
| 1       | Mieczysław Sochacki  | FSO Warszawa M 20 | 57,0   |
| 2       | Mirosław Snigurowicz | Pobieda M 20      | 103,0  |
| 3       | Kazimierz Adamczyk   | FSO Warszawa      | 105,5  |
| 4       | J. Kulamiński        |                   | 105,5  |
| 5       | Edward Lasota        |                   | 135,0  |
| 6       | Tadeusz Dubas        | FSO Warszawa M 20 | 141,5  |

### Kategoria I klasa VII
| Miejsce | Kierowca             | Samochód     | Punkty |
| ------- | -------------------- | ------------ | ------ |
| 1       | Antoni Weiner        | Citroën      | 88,0   |
| 2       | Zygmunt Michalczyk   | Citroën      | 111,5  |
| 3       | Władysław Paszkowski | Opel Olympia | 122,0  |
| 4       | Michał Bieder        | Citroën      | 125,0  |
| 5       | Jerzy Nowosielski    | Citroën      | 186,5  |
| 6       | Stefan Dobrzyński    |              | 234,0  |

### Kategoria I klasa V
| Miejsce | Kierowca                             | Samochód     | Punkty |
| ------- | ------------------------------------ | ------------ | ------ |
| 1       | "Stanisław Sobik" (Sobiesław Zasada) | Simca Aronde | 25,0   |
| 2       | Henryk Olszewski                     | Skoda        | 109,5  |
| 3       | Andrzej Dąbrowski                    | Simca 8      | 125,0  |
| 4       | Stanisław Maykowski                  | Simca 8      | 131,5  |
| 5       | Edward Kuszewski                     |              | 207,5  |
| 6       | Ryszard Cieśliński                   | Fiat 1100    | 218,0  |

### Kategoria I klasa IV
| Miejsce | Kierowca                | Samochód | Punkty |
| ------- | ----------------------- | -------- | ------ |
| 1       | Stanisław Cencora       | Wartburg | 48,0   |
| 2       | Stanisław Dudkiewicz    | Wartburg | 139,0  |
| 3       | Zbigniew Pawlak         | Wartburg | 152,0  |
| 4       | Bolesław Ćwirko-Godycki | Wartburg | 168,5  |
| 5       | Kazimierz Maziarski     | IFA F9   | 182,0  |

### Kategoria I klasa III
| Miejsce | Kierowca           | Samochód     | Punkty |
| ------- | ------------------ | ------------ | ------ |
| 1       | Adam Wędrychowski  | Zwickau P 70 | 83,0   |
| 2       | Jerzy Opiela       | Renault 4CV  | 103,0  |
| 3       | Irena Szczepańska  |              | 142,5  |
| 4       | Piotr Mianowicz    | Renault 4CV  | 145,5  |
| 5       |                    |              |        |
| 6       | Henryk Steinhausel | DKW          | 162,5  |